# Lamtoana sordida
Lamtoana sordida är en insektsart som beskrevs av Irena Dworakowska 1972. Lamtoana sordida ingår i släktet Lamtoana och familjen dvärgstritar.
Artens utbredningsområde är Elfenbenskusten. Inga underarter finns listade i Catalogue of Life.